# 사랑병도 반환이 되나요
《사랑병도 반환이 되나요》는 네이버TV에서 방영한 총 12부작 웹드라마이다. 줄여서 '사반요'라고 부르기도 한다. 2019년 2월 25일부터 방영을 시작하여 2019년 4월 2일에 종영하였다.

## 줄거리
일명 ‘먹방’을 소재로 1인 방송을 진행하는 크리에이터들의 로맨스를 다룬 코미디 드라마

## 등장인물

### 배우 및 배역
- 혜정 - 발끈언니 역: 발끈하는 다혈질의 성격을 가지고 있는 1인 먹방 크리에이터이며, 채널 ‘발끈 TV’를 운영한다.
- 류의현 - 슈렉 역: 1인 먹방 크리에이터이며, 채널 ‘대충 TV’를 운영한다. 쓰레기의 줄임말의 별칭을 가지고 있다.
- 주원탁 - 아트 박 역: 슈렉의 선배이며, 신박한 행위예술가다. 길가에 버려진 빈병을 수집하여 빈병 속 사연을 알아 맞히는 능력을 가지고 있다.
- 김선아 - 제니 리 역: 콜라병 몸매를 소유하고 있는 신인 트로트가수다. 발끈언니와 친한친구이다. 독특한 곡을 만들어 부르는 싱어송라이터다.
- 이승일 - 가게오빠 현수 역: 발끈언니가 혼자 짝사랑하고 있는 동네 슈퍼의 사장이다.
- 복현규 - 소개팅남 역:  발끈언니가 소개팅으로 만난 능력있는 성형외과 의사이다.
- 권소현 - 무뚝뚝자매 현영 역: 가게오빠 현수의 첫째 여동생이다. 친절한 오빠와 달리 늘 무뚝뚝하다.
- 조예원 - 무뚝뚝자매 현숙 역: 가게오빠 현수의 둘째 여동생이다. 언니 현영처럼 무뚝뚝한 성격을 가지고 있다.

## 에피소드
- 1화: 사이다 같은 여자, 고구마 같은 남자 (부제: 발끈한다고 세상이 바뀌나요?)
- 2화: 악연의 시작 (부제: 내 아랫집에 원수가 산다)
- 3화: 뜻밖의 동거 (부제: 갑자기 분위기 동거..?)
- 4화: 먹방 진검승부 (부제: 지금까지 이런 먹방은 없.었.다)
- 5화: 사랑의 시작 (부제: 첫눈에 반했을 때 현실반응)
- 6화: 흑기사 슈렉 (부제: 남녀 사이에 술과 밤...이 존재한다면?)
- 7화: 사랑, 그러나...... (부제: 술자리 후 달달했던 썸이 깨지는 순간)
- 8화: 내 마음 갈 곳을 잃어 (부제: 썸녀가 다른 남자와 꽁냥거릴 때)
- 9화: 인과응보 (부제: ※주의※ 따라하면 안되는 남자의 찌질한 질투)
- 10화: 맞짱을 뜨다 (부제: 두 남자가 나를 두고 싸운다)
- 11화: 발끈슈렉 (부제: 남자들의 대형사고)
- 12화: 사랑병도 반환이 되나요 (부제: 연알못이 고백하는 법)

## OST
- 에이잭(A-Jak) - 사랑병 (Feat. 채원)
- 문윤진(Moon Yoon Jin) - 사랑병도 반환이 되나요? (캠페인송)

## 여담
- 발끈언니 역을 맡은 혜정은 걸그룹 AOA의 멤버이다.
- 배우 류의현과 2019년 4월 8일 양측에서 열애 사실을 인정했다. 그러나 2019년 12월 23일 결별하게 되었다고 보도됐다.
- 발끈언니 역을 맡은 혜정이 실제로 제일 좋아하는 음식은 고기다.
- 이 웹드라마는 한국순환자원유통센터(KORA)와 함께한다.

## 같이 보기
- 에이틴
- 통통한 연애
- 좀 예민해도 괜찮아
- 일진에게 찍혔을 때
- 열일곱